# حرملة بن كاهل
حرملة بن كاهل الأسدي الكوفي من أفراد جيش عمر بن سعد في معركة كربلاء, قاتل عبدالله الرضيع ابن الحسين.
كان لحرملة أيضاً دور كبير في استشهاد العباس بن علي عليه السلام في يوم عاشوراء. قُتل حرملة بعد ثورة المختار بأمرٍ من المختار بن أبي عبيد الثقفي.

## نسبه
لم تذكر المصادر التاريخية أي شيء حول حياة حرملة قبل واقعة الطف في كربلاء ولكنهُ ينسب إلى «بني اسد» كونهُ من الموالين لبني اسد وعبدًا لهم وتربى عندهم، وتقول بعض المصادر بأن اسمه هو «حرملة بن كاهن» وينسب حرملة إلى بني اسد؛ نظرًا إلى كون العرب قديمًا ينسبون العبد لسيده.

## معركة الطف في كربلاء
كان عبد الله ابن الحسين (وهو ما يزال رضيعًا) في شدة العطش بعدما حُوصروا وحُرموا من الماء، فذهب به الحسين لجيش ابن سعد فقد ورد أنه خاطبهم قائلاً: «يا قوم قتلتم أخي وأولادي وأنصاري وما بقى غير هذا الطفل وهو يتلظى عطشاً، فإن لم ترحموني فارحموا هذا الطفل، فبينما هو يخاطبهم إذ أتاه سهم من قوس حرملة بن كاهن فذبح الطفل من الوريد إلى الوريد، فجعل الحسين يتلقّى حتّى امتلأ كفه بالدم ورمى به إلى السماء»
ويقال عنه أنه رمى الامام الحسين بن علي بسهم مثلث الشعب وكان الامام الحسين يمسح الدم عن وجهه بعدما أصيبت جبهته بحجر[بحاجة لمصدر]، فاستقر السهم في قلبه مما أدى إلى انهيار جميع قواه بعدما أخرج السهم من وراء ظهره، كما انه قتل عبد الله بن الحسن بن علي بسهم وهو عند عمه الحسين يقيه من الأعداء فذبحه[بحاجة لمصدر]، ويقال عنه أنه حمل رأس العباس بن علي بن ابي طالب على الرمح اثناء مسير أهل بيت الحسين من كربلاء إلى الكوفة [بحاجة لمصدر].

## مقتله
روى المنهال أنّه عندما أراد أن يخرج من مكة بعد سنوات من واقعة كربلاء، التقى بزين العابدين علي بن الحسين. فسأله السجاد عن حرملة، فقال: «هو حي بالكوفة» فرفع علي يديه وقال: «اللّهّم أذقه حرّ الحديد، اللّهمّ أذقه حرّ النار». وبعدما ذهب المنهال إلى الكوفة زار المختار الثقفي، وبينما هو عنده إذ جاءه بحرملة، فأمر بقطع يديه ورجليه ثمّ رميه في النار. فأخبره المنهال بدعاء زين العابدين على حرملة. فابتهج المختار الثقفي كثيراً بسبب استجابة دعوته تحقّقت على يده.